# يكي أونودرا
يكي أونودرا (باليابانية: 小野寺 央記) (مواليد 22 مايو 1980)، هو لاعب كرة قدم سابق كان يلعب كمدافع.